# Raiffeisenbank Oberstenfeld
Die Raiffeisenbank Oberstenfeld eG war eine Genossenschaftsbank mit Sitz in Oberstenfeld in Baden-Württemberg. Sie gehörte dem Baden-Württembergischen Genossenschaftsverband und dem Bundesverband der Deutschen Volksbanken und Raiffeisenbanken an.

## Geschichte
Die Raiffeisenbank Oberstenfeld wurde am 4. April 1881 im Marktflecken Oberstenfeld mit damals 1241 Einwohnern als Darlehenskassenverein gegründet. Die Initiative zur Gründung ging auf den damaligen Schultheiß Pantle zurück. Die Gründung auf genossenschaftlicher Grundlage erfolgte nach dem Vorbild von Hermann Schulze-Delitzsch (1808–1883), einem Pionier der deutschen Genossenschaftsbewegung. 1882 trat die Genossenschaft mit 112 Mitgliedern dem Verband landwirtschaftlicher Creditgenossenschaften in Württemberg bei. 1935 wurde die Genossenschaft in Spar- und Darlehenskasse Oberstenfeld eGmbH umbenannt und änderte 1959 Haftform und Namen in Spar- und Darlehenskasse Oberstenfeld eGmbH. 1961 wurde hieraus die Genossenschaftsbank. Seit 1969 firmierte sie als Raiffeisenbank Oberstenfeld.
Im Jahr 2016 fusionierte die Raiffeisenbank Oberstenfeld mit der Volksbank Backnang.